# 桥本丽香
桥本丽香（橋本麗香, Hashimoto Reika，1980年12月25日—）。 出生于日本东京，西班牙-日本混血儿。1997年7月入选杂志模特，同年8月正式加盟《Ray》杂志（日本主妇之友杂志社）。1999年与浅野忠信合作，拍摄电影处女作《白痴》。
桥本丽香16岁开始模特生涯，是中国大陆时尚杂志《瑞丽》的主打模特。自1996年参加选秀获得“时髦T恤女孩”以来，桥本丽香就一直活跃于日本的时尚杂志、广告和演艺圈，担任日本时尚杂志《Ray》的首席平面模特，并拍摄了《白痴》、《实验映画》、《盲兽VS一寸法师》等电影。

## 出演电影
- 《白痴》（1999年）
- 《实验映画》（2000年）
- 《盲獣VS一寸法师》（2001年）
- 《SURVIVE STYLE 5+》（2004年）

## 電視劇
- 《江山美人》（2003年）飾演李師師（中國大陸）
- 《侠影仙踪》（2004年）飾演苏瞳（中國大陸）

## 相关网站
- Reika Color
- 桥本丽香正式网站 （页面存档备份，存于）
- 走进丽香
- 哥伦比亚的西班牙风扇网站 （页面存档备份，存于）